# Ахштырская пещера
Ахшты́рская пеще́ра (Большая Казачебродская) расположена в правом борту Ахштырского ущелья над рекой Мзымта в Адлерском районе города Сочи, Краснодарский край, Россия. Открыта для науки 28 (15) сентября 1903 года французским учёным Эдуардом Альфредом Мартелем и его проводником Гавриилом Ревинко, жителем Казачьего Брода. В 1978 году пещера получила статус «уникальный памятник первобытной архитектуры», вход в пещеру был закрыт, а коридор перегорожен железной решёткой. В 1999 году пещера была превращена в рекреационный объект и в настоящее время работает как экскурсионный объект. Пещера оборудована искусственным освещением, лестницами и ступенями.
Название массива, ущелья и пещеры — от села Ахштырь, второе её название — от села Казачий Брод.

## География
Вход в пещеру расположен на высоте 120 м над уровнем реки (185 метров над уровнем моря). Пещера имеет восточную экспозицию, простирается вглубь скалы на 160 метров, образуя вначале 20-метровый коридор, а затем переходя в два зала. Высота в залах достигает 10 метров, ширина — 8 метров. Далее идёт резкий глинистый подъём и два узких хода, заканчивающихся тупиками. Перед пещерой имеются две площадки, соединенных 12-метровым коридором.

## Археологические раскопки
В 1936 году археологом Сергеем Николаевичем Замятниным была открыта стоянка первобытного человека, им же в 1937—1938 годах было произведено исследование и раскопки стоянок. В 1961—1965 годах раскопки продолжили ленинградские археологи М. З. Паничкина и Е. А. Векилова. Толщина культурного слоя достигала 5 метров, от эпохи среднего палеолита, до времени раннего средневековья. Для сочинских пещер это самые мощные отложения. Последние исследования проводились в пещере в 1999—2008 годах. За все годы раскопок учтено больше 6000 костей, 92 % которых принадлежали пещерному медведю. Известны остатки оленей, зубра, козла, волка, лисицы и других животных.
Установлено, что первые люди поселились в Ахштырской пещере около 70 тысяч лет назад. Это были неандертальцы с индустриями типа зубчатого мустье. Потом был перерыв в 20 тысяч лет.
Около 30—35 тысячелетий назад пещеру облюбовали кроманьонцы, о чём свидетельствуют находки в верхних мустьерских слоях нескольких разрозненных человеческих костей, которые, по определению А. А. Зубова, принадлежали не неандертальцу, а ископаемому человеку современного физического типа.
Постоянный второй моляр верхней челюсти человека AKH 1, найденный в 1961 году и первоначально определённый как Homo sapiens fossilis, изучили с помощью различных методов, включая исследование внутренней структуры зуба, и сравнили морфологические признаки находки с аналогичными молярами представителей разных видов людей и пришли к выводу, что  моляр 
обладает рядом архаичных морфологических признаков и не принадлежал ни сапиенсу, ни неандертальцу. Больше всего он похож на зубы поздних архаичных людей из Китая, а по некоторым признакам — на зуб денисовского человека Денисова-4 из Денисовой пещеры, а также на образец из израильской пещеры Манот.
Обнаружен могильник с погребением ребёнка культуры накольчатой жемчужной керамики.

## Современное состояние
В 2013 году пещера стала номинантом в мультимедийном проекте-конкурсе 10 визуальных символов России «Россия 10».
По состоянию на август 2017 г. вход платный: 200 р. — взрослый, 100 р. — детский.

## Галерея

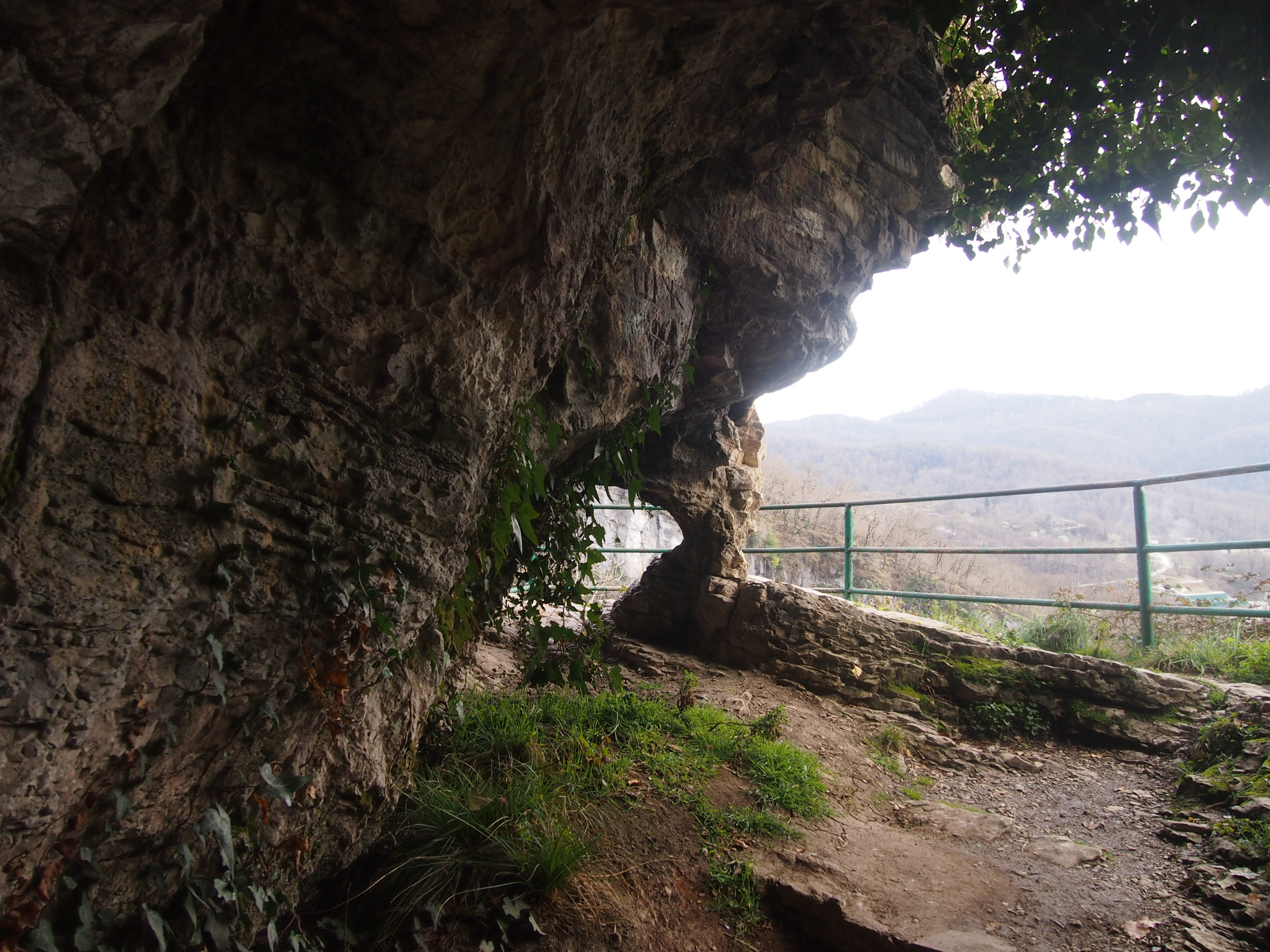
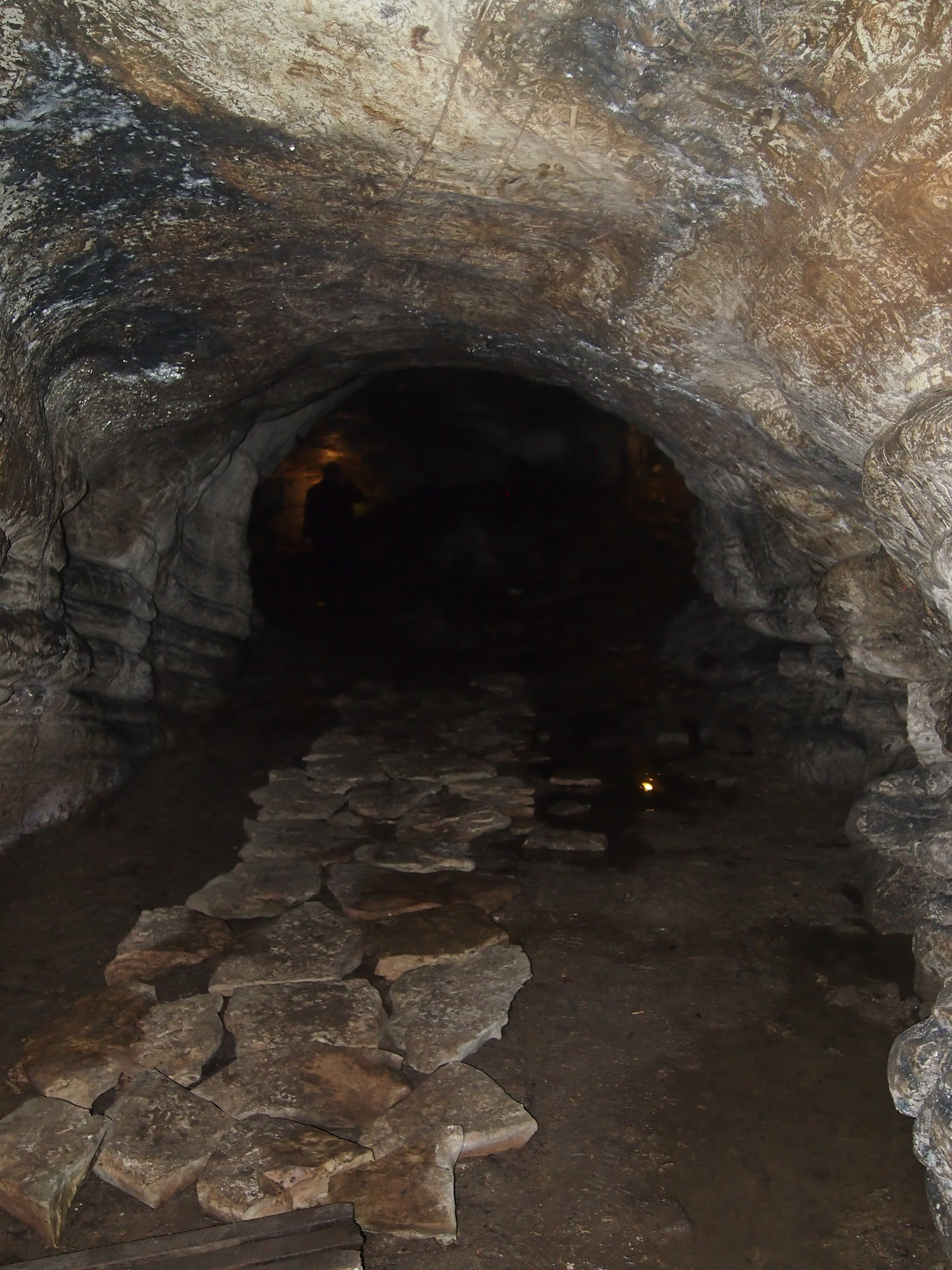
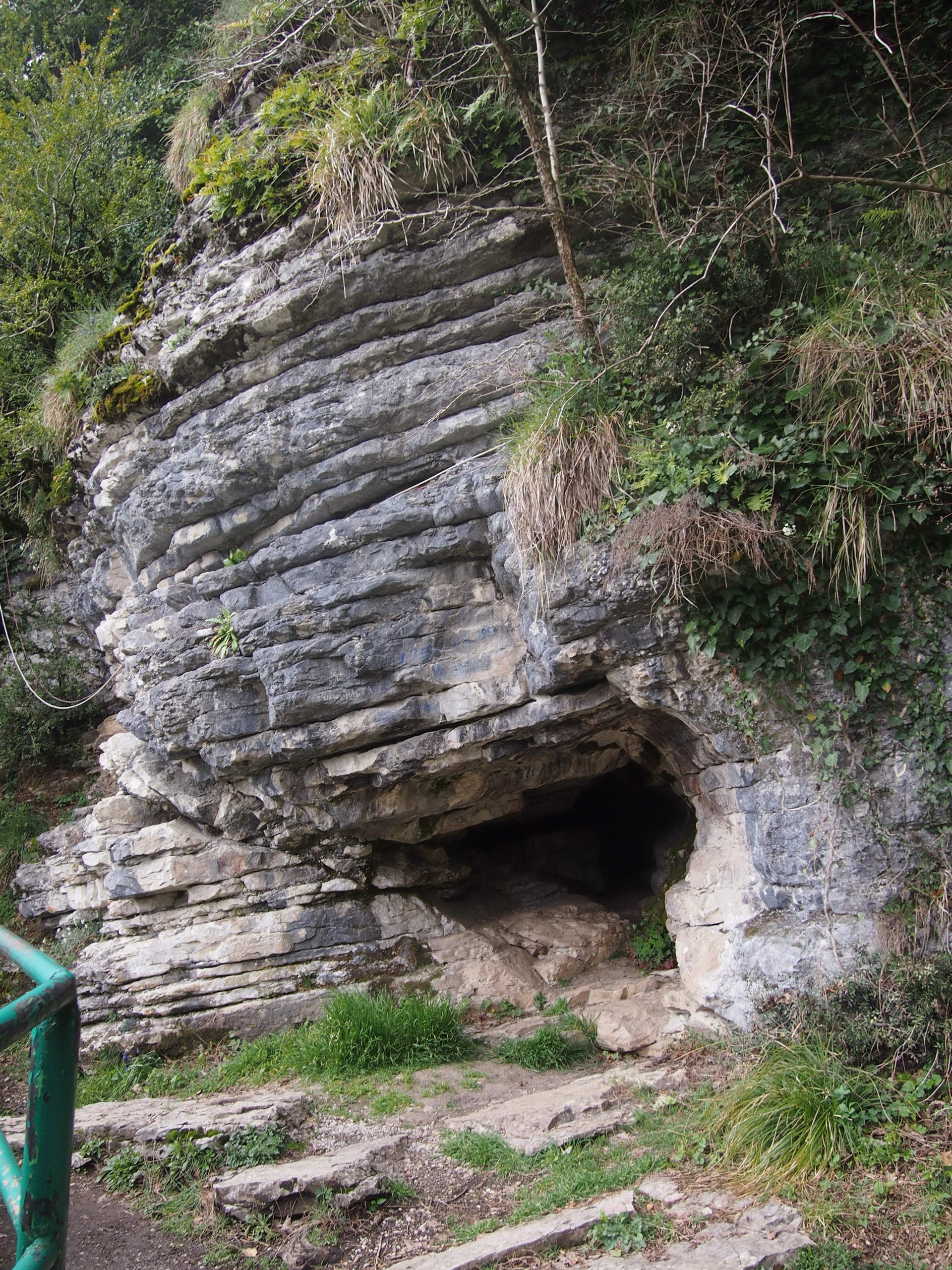
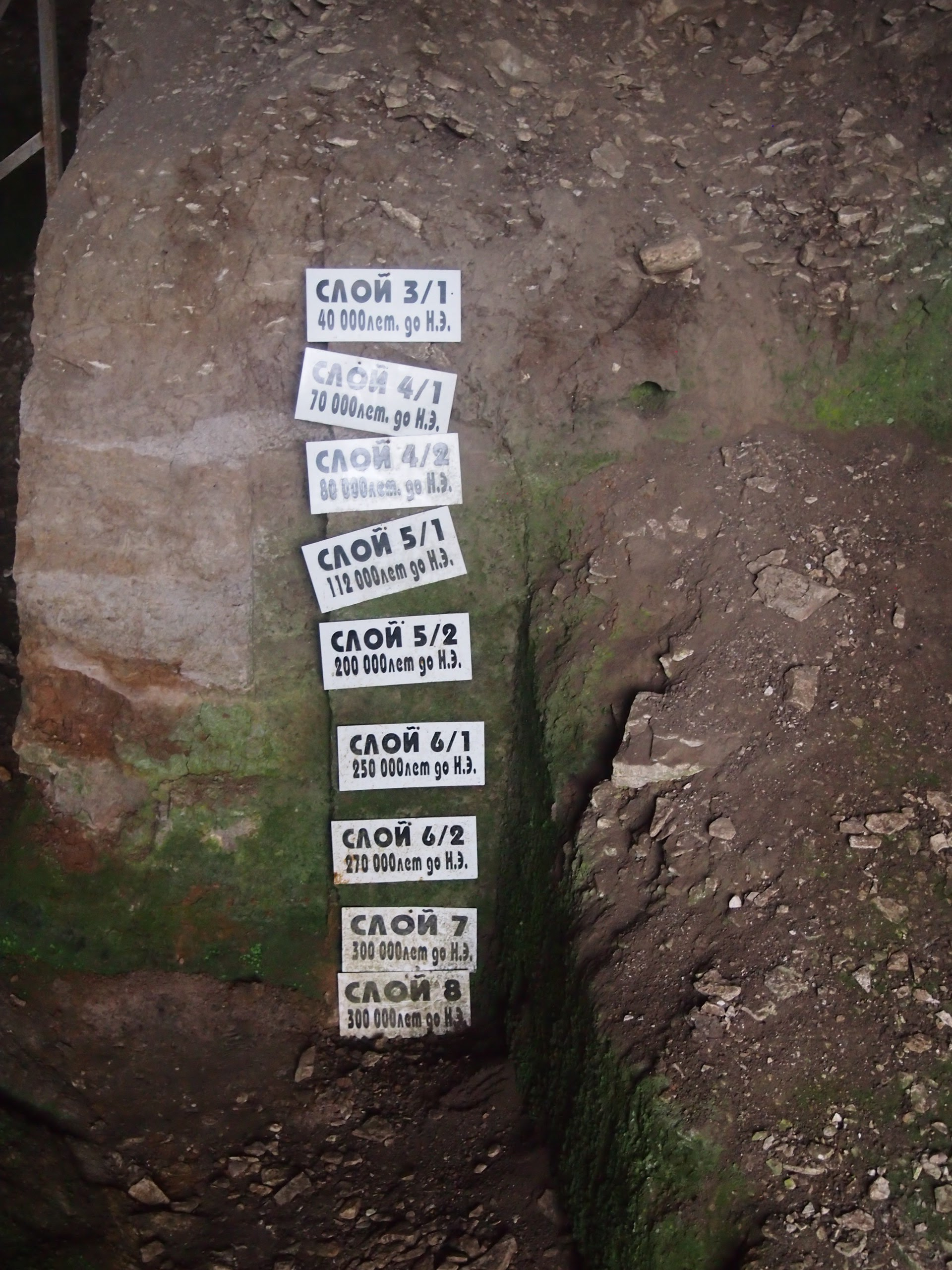
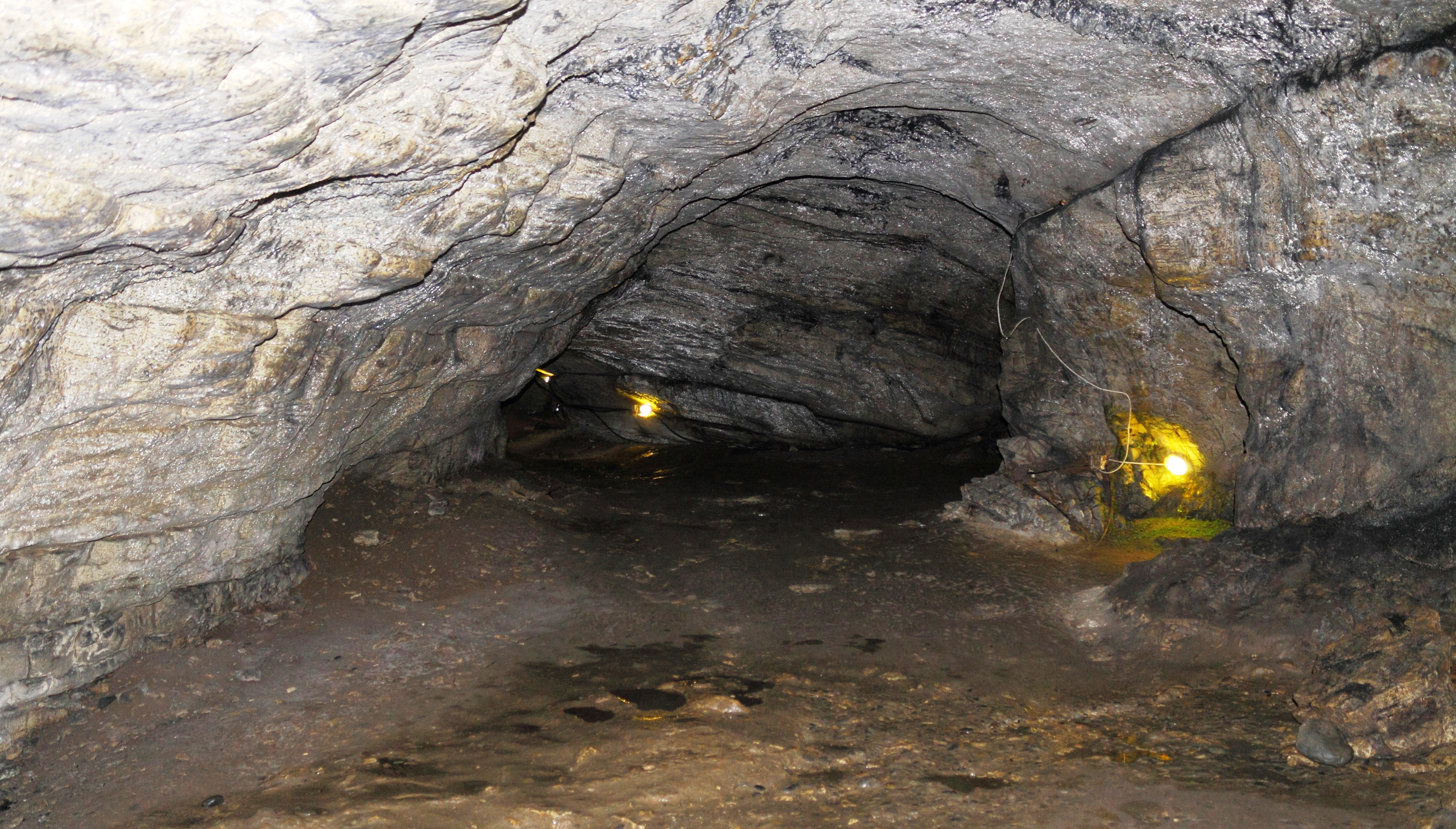